# Demografia dell'Umbria
L'Umbria è una delle più piccole regioni d'Italia. Composta dalle due province di Perugia e Terni, nonostante la crescita demografica delle ultime due decadi, non ha mai superato i 900.000 residenti, si caratterizza per una età media tra le più alte d'Italia e per una presenza di cittadini stranieri sempre al di sopra della media nazionale.

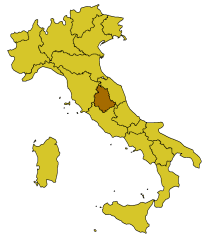

## Popolazione residente ai censimenti
Popolazione residente (unità) dal 1861 al 2021 come da censimento decennale

## Evoluzione demografica dal 1300 al 1861
|          | 1300 | 1400 | 1500 | 1600 | 1700 | 1800 | 1861 |
| -------- | ---- | ---- | ---- | ---- | ---- | ---- | ---- |
| Assisi   | 9    |      |      |      |      | 5    | 6    |
| Camerino | 13   | 5    | 6    | 5    |      | 5    | 5    |
| Foligno  | 9    | 5    | 5    | 6    | 6    | 7    | 8    |
| Gubbio   | 18   | 7    | 5    | 6    | 5    | 5    | 6    |
| Narni    | 10   | 5    | 6    | 6    |      |      |      |
| Orvieto  | 16   | 7    | 8    | 7    | 6    | 7    | 8    |
| Perugia  | 25   | 20   | 13   | 20   | 16   | 15   | 16   |
| Spoleto  | 17   | 6    | 10   | 8    |      | 6    | 7    |
| Terni    | 5    |      |      | 5    | 5    | 7    | 9    |
| Todi     | 10   | 5    | 5    |      |      |      | 6    |

## Popolazione residente
Dati riferiti al 01 gennaio (Fonte ISTAT)
| Anno |         |
| ---- | ------- |
| 2012 | 883.215 |
| 2013 | 886.239 |
| 2014 | 896.742 |
| 2015 | 894.762 |
| 2016 | 891.181 |
| 2017 | 888.908 |
| 2018 | 884.640 |
| 2019 | 873.744 |
| 2020 | 870.165 |
| 2021 | 865.452 |
| 2022 | 858.812 |
| 2023 | 856.407 |
| 2024 | 853.068 |